# Autopilot

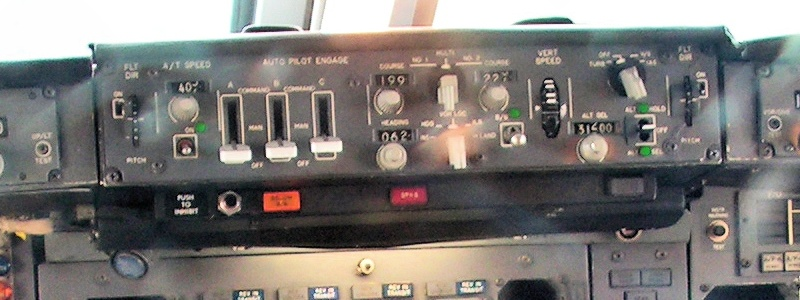
Autopilotpanel i en Boeing 747

Autopilot är ett mekaniskt, elektriskt eller hydraulsystem som används för att styra ett fordon utan hjälp av en människa. De flesta tänker på den specifika användningen i flygplan, men även självstyrande system för fartyg eller andra fordon använder ibland denna term. Man kan använda laser och reflexer för navigation på till exempel truckar.

## Autopiloter inom flyg
En kontrollenhet som flyger flygplanet efter de inställningar piloter angett. En autopilot kan ställas in på att hålla en viss kurs, en viss hastighet mot vinden (indicated airspeed "IAS") samt att hålla en viss höjd, eller stiga respektive sjunka till den önskade höjden. Besättningen kan även ställa in med vilken vertikal hastighet (vertical speed "VS") planet skall stiga eller sjunka med tills den önskade höjden uppnåtts.
Moderna autopiloter har fler funktioner och skiljer på autopilot (AP) och autotrottel (A/T). Den senare används för att kontrollera hastigheten genom luften (IAS) alternativt att köra jetmotorer på ett visst önskat varvtal på dess turbiner. Man kan då till exempel vid landning landa manuellt men låta autotrotteln sköta hastigheten. Andra moderna funktioner är till exempel approach-läget (APPR), som låter autopiloten läsa av navigationsradions frekvens. Är flygplanet då i närheten av en flygplats vars ILS sänder ut en stråle med samma frekvens, kan autopiloten under förutsättning att flygplanet ligger någorlunda korrekt i förhållande till strålen (se localizer), automatiskt sköta den sista kritiska biten av inflygningen.
I vissa flygplan finns även möjlighet till s.k "autolandning", att autopiloten landar planet. Detta kräver dock att landningsbanans ILS är av högsta klass ("CAT III"), samt att det inte blåser över en viss hastighet. Mycket praktiskt i till exempel dimma. Även vid autolandning måste vingklaffar och landställ fällas ut av piloterna.
Piloterna skall före start mata in sin rutt (flightplan "FPL"), dvs via vilka radiofyrar samt vilken höjd vid respektive radiofyr de har för avsikt att flyga på. Normalt flyger piloterna endast manuellt cirka 2% av flygningen. Vid landning varierar urkopplingen av autopiloten mer och beror på typ av flygplats och landningsbana, väderförhållanden och flygplanstyp samt på piloterna själva (många piloter flyger gärna inflygningen manuellt om vädret tillåter det).
Ovanstående gäller generellt för flygtrafik med större trafikflygplan, men olika former av autopiloter finns även på mindre privatflygplan. De enklaste har enbart som funktion att hålla flygplanets vingar vågräta och kallas därför Wing leveler, medan andra mera generöst utrustade privatplan har autopiloter som kontrollerar planet i alla tre axlar samt även under inflygning.
Små plan har dock vanligtvis mindre nytta av till exempel avancerade ILS-funktioner eftersom de flygplatser som privatflygplan oftast använder vanligen saknar den utrustning som krävs. Och att landa på storflygplatser är mycket dyrt. Att i fint väder landa ett litet flygplan kräver inte heller detsamma av piloten som flermotoriga jetplan gör.